# Gianmarco Sansone
Gianmarco Sansone (Firenze, 10 aprile 2000) è un nuotatore italiano.

## Carriera
Nel 2023 ha vinto la medaglia d'oro nei 100 metri farfalla ai campionati italiani invernali, venendo poi convocato per i mondiali di Doha 2024, in cui ha vinto la medaglia di bronzo nella staffetta 4x100m misti, assieme a Michele Lamberti, Nicolò Martinenghi e Alessandro Miressi.

## Palmarès
- Mondiali

Doha 2024: bronzo nella 4x100m misti.
- Giochi mondiali universitari

Reno-Ruht 2025: oro nei 100m farfalla, argento nella 4x100m misti.

### Campionati italiani
1 titolo individuale:
- 1 nei 100 m farfalla

| Anno | Edizione    | farfalla 100 m | stile libero 4x100 m |
| ---- | ----------- | -------------- | -------------------- |
| 2023 | Invernali   | 1              | -                    |
| 2025 | Primaverili | 3              | 2                    |